# Gare d'Athènes
La gare d'Athènes, anciennement gare d'Athènes-Larissa, est une gare ferroviaire grecque située sur le territoire de la ville d'Athènes capitale de la Grèce.
Elle est desservie par la station gare de Lárissa de la ligne 2 du métro d'Athènes.

## Histoire

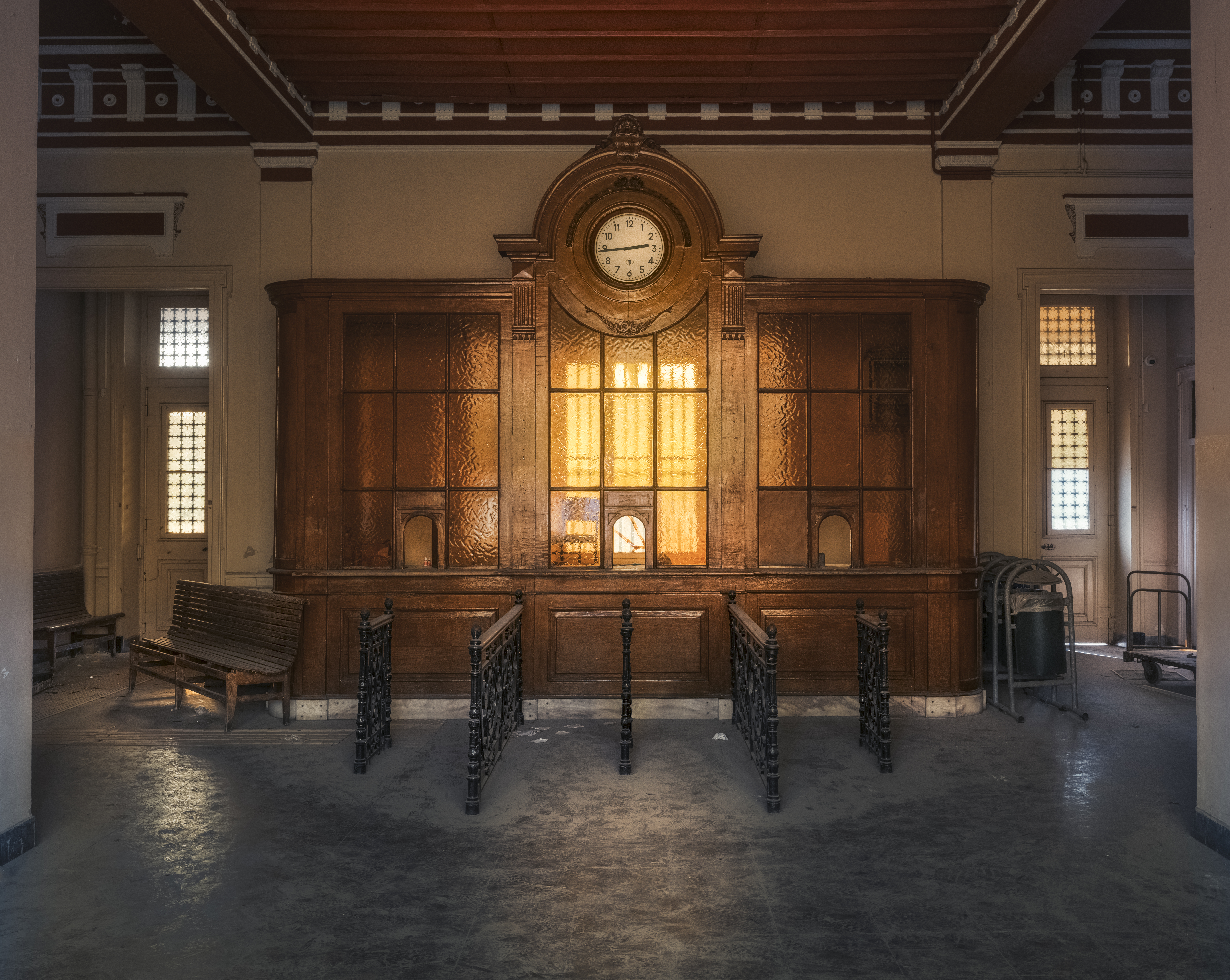
Dans l'ancienne gare d'Athènes sur la ligne du Pirée à Patras. Septembre 2020.

## Service des voyageurs

### Desserte
Athènes est notamment desservie par des trains interCity de la relation Athènes - Thessalonique et par des trains du réseau suburbain d'Athènes.

### Intermodalité
La station gare de Lárissa de la ligne 2 du métro d'Athènes est en lien direct avec la gare.